# U-78
L'U-78 fu un sommergibile tipo VIIC della Marina da guerra tedesca durante la seconda guerra mondiale. Fu l'unico U-Boot tedesco ad essere affondato da fuoco d'artiglieria di terra nel corso dell'intera guerra.
Ordinato il 25 gennaio 1939 e impostato con l'identificativo Werk 6 il 28 marzo 1940 nel cantiere Bremer Vulkan del distretto portuale di Brema, l'U-78 fu varato il 7 dicembre 1940 e formalmente destinato al servizio di nave scuola il 16 febbraio 1941, con un equipaggio di 41 marinai al comando del Kapitänleutnant Alfred Dumrese.

## Storia
L'U-78 trascorse la maggior parte della propria carriera come sommergibile di addestramento, manovrato di volta in volta da un equipaggio diverso. Di conseguenza non ingaggiò mai battaglia contro imbarcazioni o convogli nemici, non avendo quindi mai l'occasione di affondare alcun bersaglio. Il 1º marzo 1945, fu trasferito alla 4ª flottiglia U-Boote e inviato nel mar Baltico, solo per essere affondato il 16 aprile 1945 a Pillau (odierna Baltijsk), ancora prima di poter iniziare la sua prima pattuglia di guerra, dall'artiglieria sovietica. Nel corso dell'intera seconda guerra mondiale, l'U-78 fu l'unico U-Boot tedesco ad essere distrutto da fuoco d'artiglieria terrestre.

### Attività come nave scuola
Per la quasi totalità del suo tempo in servizio, l'U-78 fu impiegato come nave scuola, nella 22ª flottiglia U-Boote, con lo scopo di addestrare i nuovi equipaggi. In questo periodo, il sommergibile conobbe sette diversi comandanti: dal varo al luglio 1941 il Kapitänleutnant (per brevità K/L) Alfred Dumrese, a cui successe l'Oberleutnant Kurt Makowski fino al febbraio 1942, quando si insediò il K/L Max Bernd Dietrich che fu poi rilevato dal parigrado Ernst Ziehm nel novembre dello stesso anno. Un altro Kapitänleutnant, Helmut Sommer, prese il posto di Ziehm nel maggio 1943 per essere sostituito da Wilhelm Eisele fino al 27 novembre 1944, data in cui l'U-78 passò al suo settimo e ultimo comandante, l'Oberleutnant Horst Hübsch. Tutti questi cambi di comandante ebbero luogo mentre il sommergibile ancora fungeva da battello d'addestramento.

### Affondamento
Nel marzo 1945 la piega degli eventi di guerra stava decisamente prendendo la direzione della prossima sconfitta della Germania nazista, la Kriegsmarine stava velocemente ritrovandosi a corto di sommergibili operativi e, per far numero, si decise di trasferire al fronte battelli impiegati per altri compiti, come appunto l'addestramento. L'U-78 fu richiamato dalla 22ª flottiglia e riassegnato alla 4ª. Poco meno di un mese e mezzo dopo, però, fu bombardato e affondato dall'artiglieria terrestre dell'Armata rossa mentre si trovava ormeggiato al molo di rifornimento di elettricità del porto di Pillau, Prussia orientale, odierna Baltijsk.